# Lundströmstjärnen, Medelpad
Lundströmstjärnen är en sjö i Sundsvalls kommun i Medelpad och ingår i Ljungans huvudavrinningsområde.